# Phyllotreta ispartaensis
Phyllotreta ispartaensis es una especie de insecto coleóptero de la familia Chrysomelidae. Fue descrita científicamente en 2005 por Gok.